# 푸에르자부르타

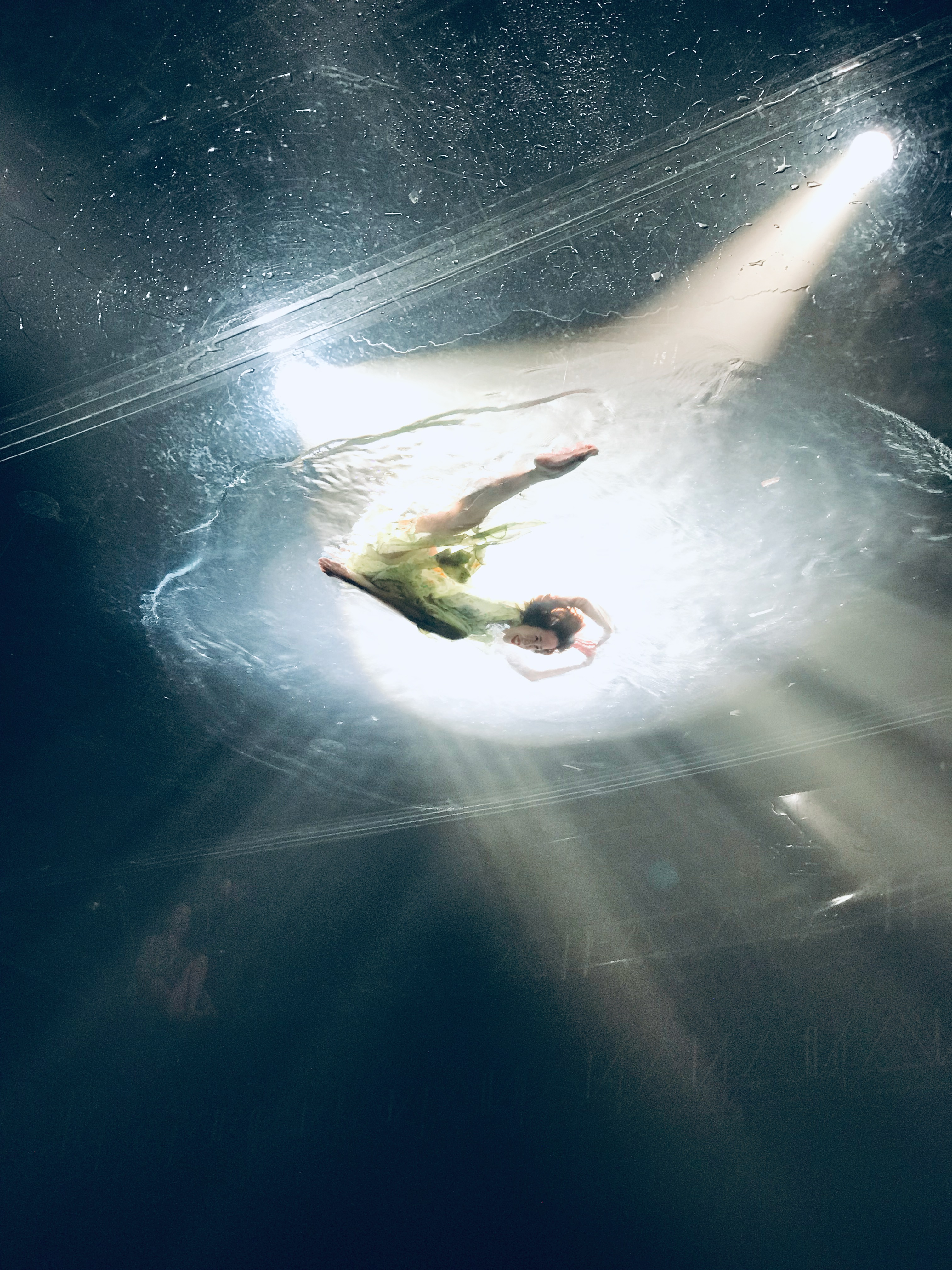
FuerzaBruta 한국공연에 게스트로 나온 발레리나 윤혜진

푸에르자부르타(FuerzaBruta)는 스페인어로 '잔혹한 힘'이라는 뜻으로, 도시에 사는 현대인들의 스트레스를 모티브로 한 아르헨티나의 공연이다. 2003년 아르헨티나 부에노스 아이레스에서 시작된 Diqui James가 제작한 포스트 모던 극장 쇼이며, 초연 이후 미국, 런던, 일본, 한국 등에서 공연을 진행했다. '전 세계가 열광한 미친 공연' 등의 도발적인 문구로 사람들의 이목을 집중시켰던 공연 <푸에르자 부르타>는 특정한 장르나 이야기 형식 대신 무대, 객석의 경계를 허물고 공연장에는 지정된 좌석이 따로 없으며 텅 빈 공간에서 등장하는 배우와 세트가 새로운 경험을 전달하는 인터렉티브 퍼포먼스형식의 공연이다.  또한, Fuerza Bruta는 '셀럽'들을 적극적으로 마케팅에 활용하는 공연이기도 하다.